# Hosabeedu, Tirthahalli
Hosabeedu là một làng thuộc tehsil Tirthahalli, huyện Shimoga, bang Karnataka, Ấn Độ.